# Epheszoszi Artemisz-templom

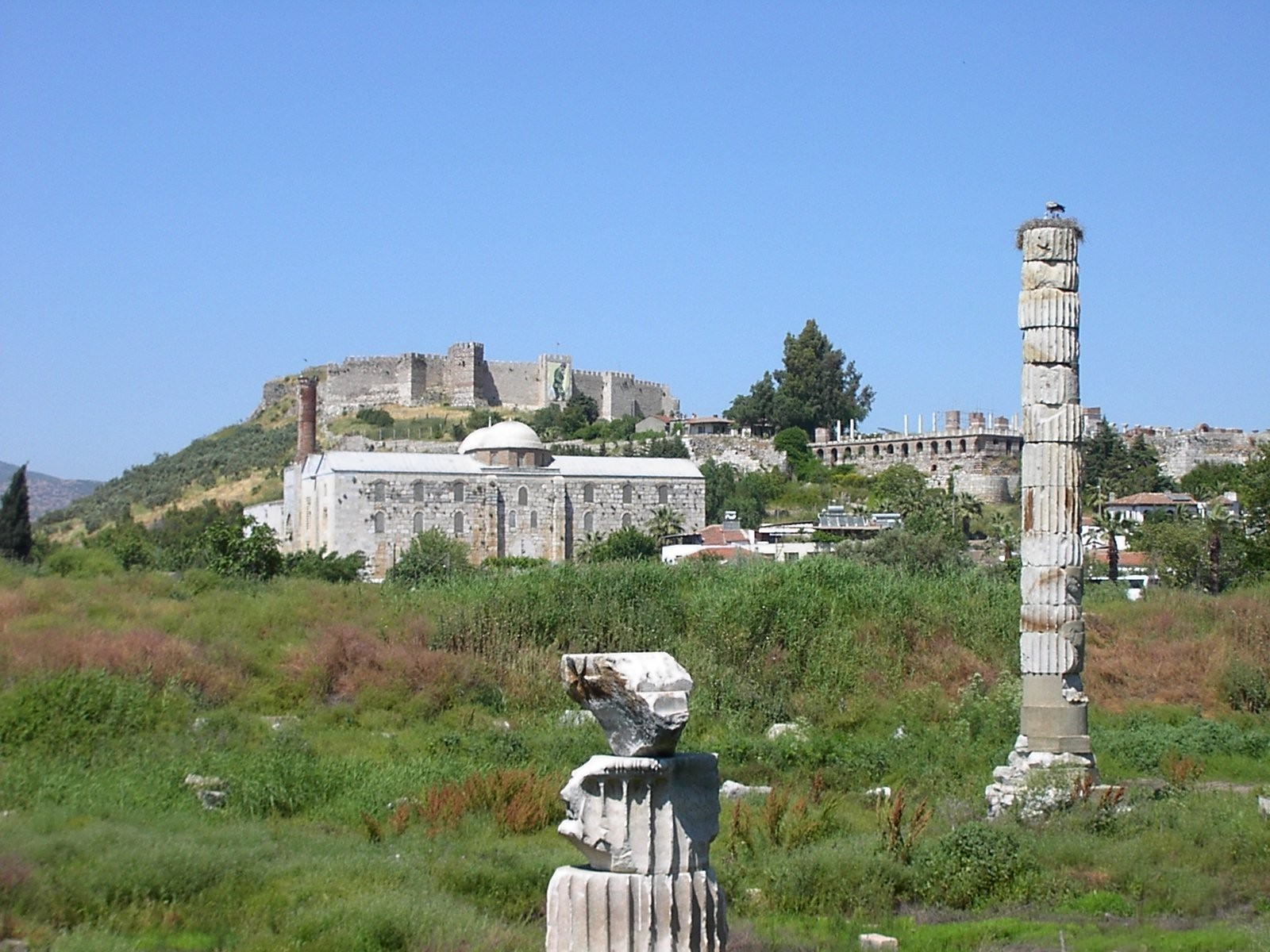
Az Artemisz-templom romjai Törökországban

Artemisz temploma (ógörögül: Ἀρτεμίσιον, Artemiszion, latinul: Artemisium), más néven Diana temploma Artemisz istennőnek ajánlott ókori görög templom. az ókori világ hét csodájának egyike. Töredékeit a British Museum őrzi.
A templom építése I. e. 550 körül kezdődött Epheszoszban, a Perzsa Birodalom területén, körülbelül 50 km-re a mai törökországi İzmir várostól.

## A templom leírása
A templomot 120 évig építették. Az épület 51 méter széles és 105 méter hosszúságú volt. 127, egyenként 18 méter magas márványoszlop tartotta a tetőszerkezetet. A tetőzetet cédrusfából, a szentély magas, arannyal és drága festékekkel dúsan feldíszített, csiszolt szárnyas ajtajait ciprusfából készítették. A szentély belsejében helyezkedett el az istennő közel két méteres, fából faragott szobra. Artemisz képmását arannyal és ezüsttel borították be.
Philón a következőket mondta a templomról: „Láttam Babilon falait és Szemiramisz Függőkertjeit, Zeusz olimpiai szobrát, a Rodoszi Kolosszust, a hatalmas piramisokat és a Mauzóleumot. De amikor megláttam Epheszusz templomát, ahogyan kiemelkedik a felhőkből, a többi csoda árnyékba borult mellette.”

## A templom története

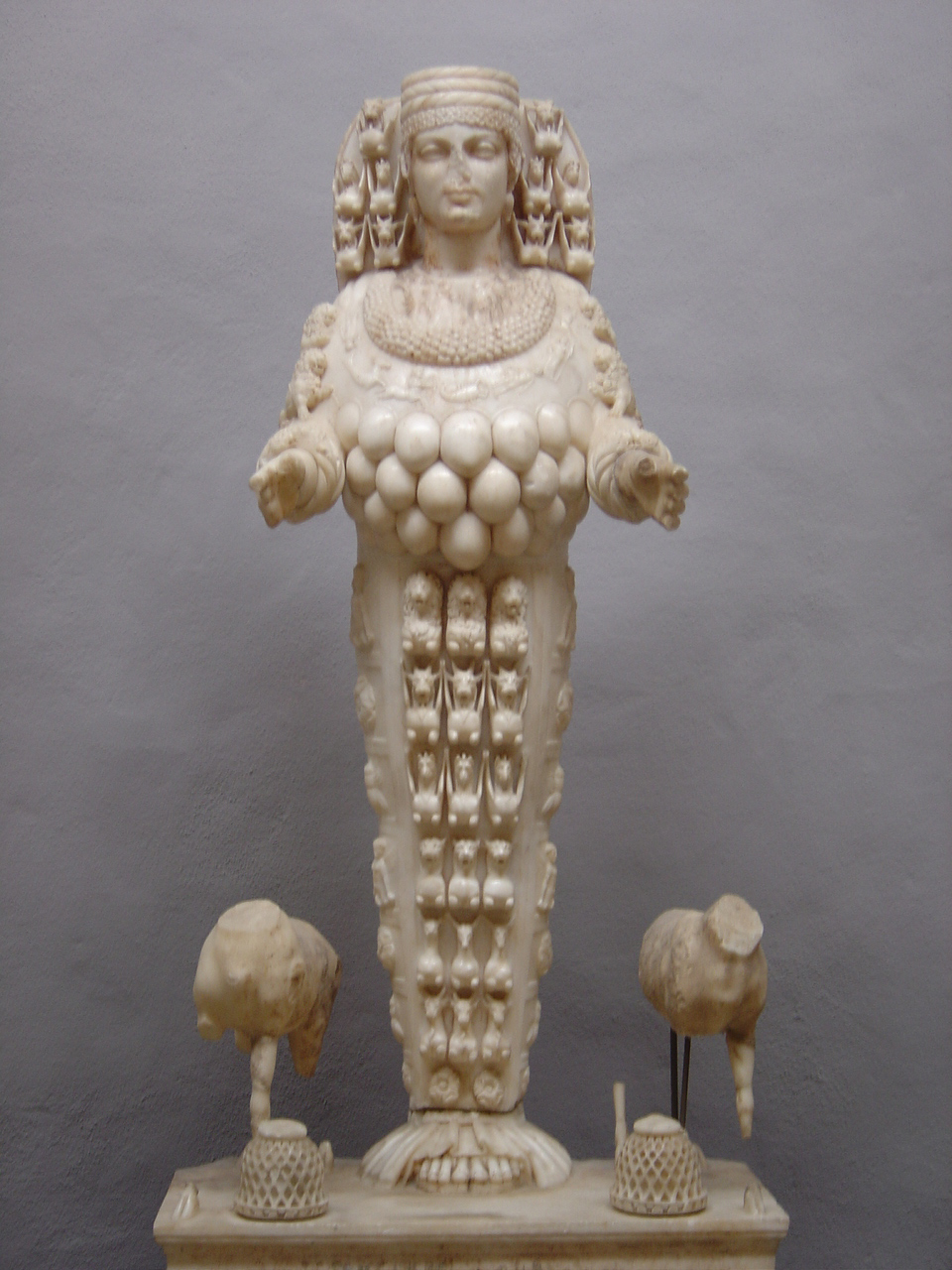
Epheszoszi Artemisz szobra, római márvány másolat a görög eredetiről

A templom helyén eredetileg az őslakosok által emelt szentély állt, amelyben a bennszülöttek egy gyönyörű természetistennőként ábrázolt istenalak előtt tisztelegtek. A görögök ezt az istennőt azonosították Artemisz istennővel, aki a görög vallásban a vadászat istennője, valamint a szüzek, az erdők és a fiatal állatok védelmezője is volt.
A templom építése Kr. e. 550 körül kezdődött, a tervezőmérnök Khersziphrón, és annak fia, Metagenész volt. Az 560-ik esztendőben Kroiszosz (Krőzus) lüdiai király anyagilag is támogatta a templom felépítését.
A templom alapozására különös gondot fordítottak, ugyanis ezen a vidéken igen gyakoriak voltak a földrengések. Éppen ezért az új szent helyet eleve egy lágy talajú vidéken építették fel. Azt gondolták ugyanis, hogy a puha föld még a leghevesebb földmozgások romboló erejét is enyhíti.
A templom felépülése után igazi turisztikai attrakcióvá vált: számos király, kereskedő, zarándok látogatta meg és hozott különféle ajándékokat a templomnak.

## A templom pusztulása
Kr. e. 356. július 21-én a templom teljesen elpusztult egyetlen éjszaka alatt. Egy Hérosztratosz nevű ember gyújtotta fel a templomot, aki tettét azzal indokolta, hogy be akart kerülni a történelemkönyvekbe. Az ephészoszi hatóságok ezért nem csak halálra ítélték, de kivégzése után a nevének említését is megtiltották, halálbüntetés terhe mellett, hogy Hérosztratosz esetleges követőinek elvegyék a kedvét a hasonló próbálkozásoktól. A szigor dacára Hérosztratosz neve máig is fennmaradt, így célját végül is elérte.
A monda szerint a templom leégésének az éjszakáján született Nagy Sándor. Plutarkhosz szellemesen megjegyezte, hogy valószínűleg azért égett le a templom, mert Artemisz túlságosan el volt foglalva az új hadvezér születésével és nem figyelt a templomára.

## Az újjáépítés
Kr. e. 334-ben Nagy Sándor felajánlotta az epheszosziaknak, hogy újjáépítteti a templomot saját költségén, ha a nevét feltüntetik a templom egyik falán. Az epheszosziak visszautasították Nagy Sándor aranyát és saját költségükből építették fel az új templomot.
Epheszosz városa elhatározta, hogy újjáépíti Artemisz templomát, még szebbre és nagyobbra, mint amilyen a leégett volt. Nagy Sándor híres építőmestere, Deinokratész tervezte és építette az új templomot a 356-ban leégett templom helyébe, melyet később a hét világcsoda közé számítottak.
Mindenfelől szállították az építkezésekhez az aranyat, az ezüstöt, a drága holmikat. A romok eltakarítása után kisimították a területet, és a törmelékhalmokból alakították ki az új alapzatot. Az új alapzatot, masszív márványtömbökkel vették körbe, így az épület alapterülete 65×125 méterre növekedett. A templom többi részét megpróbálták az eredeti mintájára újjáépíteni.
Kr. e. 133-ban Epheszosz városa a Római Birodalom fennhatósága alá került. A rómaiak azonban nem rombolták le a szentélyt, mert Artemisz istennőt Diana istennővel azonosították.
A templom hanyatlása és pusztulása Kr. u. 262-ik esztendőben az erre vonuló gót hordák megjelenésével kezdődött. A gótok kifosztották, és részben lerombolták a pompás épületet. A templom aztán végleg elveszítette jelentőségét, amikor I. Theodosius római császár a kereszténységet tette meg a hatalmas birodalom államvallásává, és elrendelte a pogány szent helyek bezárását. Az Artemiszion ezzel végképp idejétmúlttá vált. Az építmény köveit a környék építkezéseire hordták.
Mára a templom alapjának néhány kőtömbje és egyetlen helyreállított oszlop maradt fenn.

## Fordítás
Ez a szócikk részben vagy egészben  a   Temple_of_Artemis című angol Wikipédia-szócikk fordításán alapul.  Az eredeti cikk szerkesztőit annak laptörténete sorolja fel. Ez a jelzés csupán a megfogalmazás eredetét és a szerzői jogokat jelzi, nem szolgál a cikkben szereplő információk forrásmegjelöléseként.